# Padang Bandung
Padang Bandung is een bestuurslaag in het regentschap Gresik van de provincie Oost-Java, Indonesië. Padang Bandung telt 3176 inwoners (volkstelling 2010).